# Єгор Лєтов
Єгор Лєтов (рос. Егор Летов, справжнє ім'я: Ігор Федорович Лєтов, рос. Игорь Фёдорович Летов; 10 вересня 1964, Омськ, Омська область, Російська Радянська Федеративна Соціалістична Республіка, Союз Радянських Соціалістичних Республік — 19 лютого 2008, Омськ, Омська область, Росія) — «патріарх сибірського панк-року», поет, лідер гурту «Гражданская оборона», радянський рок-музикант, один з найяскравіших представників панк-течії на території СРСР та СНД. Російський політичний діяч, представник російського фашизму або ж російського імперського націоналізму в російському шоу-бізнесі. Разом з Едуардом Лімоновим та Олександром Дугіним був одним із засновників, ідеологів й лідерів скандальновідомої російської Націонал-більшовицької партії (НБП). Вважав існування України та української мови «ідіотизмом».
Молодший брат музиканта-саксофоніста Сергія Лєтова.

## Життєпис

### Ранні роки
Ігор Лєтов народився 10 вересня 1964 року в Омську. Мати — Тамара Георгіївна Лєтова (Мартем'янова) (24 травня 1935 року — 13 липня 1988 року), батько — Федір Дмитрович Лєтов (31 березня 1926 року — 9 травня 2018 року) — військовий, у 1990-х — секретар райкому КПРФ в Омську, брат — музикант, саксофоніст, імпровізатор Сергій Лєтов (24 вересня 1956 року).

### 1980-ті
Музичну діяльність розпочав на початку 1980-х років в м. Омську, сформувавши разом з разом з Андрієм «Боссом» Бабенко рок-гурт «Посев», названий на честь суспільно-політичного журналу НТС. Перший виступ Лєтова (на бас-гітарі) відбувся наприкінці 1983 року в гуртожитку МІФІ, у складі імпровізаційного ансамблю Сергія Курьохіна.

8 листопада 1984 року Лєтов і Кузя Уо (Константин Рябінов) створюють рок-гурт рос. «Гражданская оборона«, також відому під абревіатурами „ГрОб“ і „ГО“. Цю ж абревіатуру Єгор Лєтов використовував для назви своєї домашньої студії („ГрОб-Records“). На початку своєї діяльності музиканти „Гражданской обороны“ внаслідок політичних гонінь з боку влади були вимушені записувати свої музичні альбоми в напівпідпільних квартирних умовах.
У 1987—1989 роках Лєтов і його спільники записали досить багато альбомів „Гражданской обороны“ („Красный альбом“, „Хорошо!“, „Мышеловка“, „Тоталитаризм“, „Некрофилия“, „Так закалялась сталь“, „Боевой стимул“, „Всё идёт по плану“, „Тошнота“, „Песни радости и счастья“, „Война“, „Армагеддон Попс“, „Здорово и вечно“, „Русское поле экспериментов“), водночас записувалися альбоми проєкту „Коммунизм“ (Єгор Лєтов, Константін Рябінов, Олег Судаков (Манаґєр)), розпочалася співпраця Лєтова та Янки Дягілєвої.
Всупереч напівпідпільним існування музикантів і їхньої так званої ГрОб-студії, до кінця 1980-х, особливо, на початку 1990-х років вони здобули широку популярність в СРСР (пізніше Росія), переважно в молодіжних колах. Пісні Лєтова відрізнялися потужною енергетикою, жвавим, простим, енергійним ритмом, нестандартними, часом шоковими текстами, своєрідною грубуватою і, водночас, вишуканою поезією. В основі лірики Лєтова лежить неправильність всього навколишнього, і свою позицію він виражає не прямо, а через зображення цієї неправильності.

### 1990-ті
На початку 1990-х років Лєтовим в рамках проєкту «Егор и Опизденевшие» записані альбоми «Прыг-скок» 1990 року і «Сто лет одиночества» 1992, що є одними з найпопулярніших і найулюбленіших в народі його альбомів.

Незабаром після державного перевороту вересня-жовтня 1993 року Єгор Лєтов переосмислив свою творчість. Він приєднався до національно-визвольного руху та зайняв одне з ключових місць. У 1994 році Лєтов стає одним з лідерів націонал-комуністичного рок-руху «Русский прорыв», веде активну гастрольну діяльність. За участь в боротьбі він зазнав переслідувань з боку демократичних режимів, наприклад, латвійського.
Деякий час він підтримував Націонал-більшовицьку партію і мав партквиток з номером 4, що багато хто вважає за суперечність ідеалам анархізму, антинаціоналізму та панк-року в цілому. У лютому 2004 року Лєтов офіційно відхрестився від будь-яких, у тому числі націоналістичних, політичних сил.

У 1995—1996 роках записує ще два альбоми «Солнцеворот» і «Невыносимая лёгкость бытия» (його група знов називається «Гражданская оборона»); музика в цих альбомах стає більш вигостреною, «гранованою», тексти втрачають зайву грубість, стаючи поетичнішими, кожна пісня нагадує гімн, набуваючи водночас психоделічності.

У 2004—2005 роках вийшли два нові альбоми групи «Долгая Счастливая Жизнь» і «Реанимация», у яких були зібрані всі пісні, написані з виходу альбомів «Солнцеворот» і «Невыносимая лёгкость бытия» в середині 90-х.

### 2000-ні
9 травня 2007 року вийшов альбом «Зачем снятся сны». Слід зауважити, що пісня з такою назвою присутня на випущеному в 2001 році в рамках проекту «Егор и Опизденевшие» альбомі «Психоделия Tomorrow».

Єгор Летов помер 19 лютого 2008 року в Омську, від гострої дихальної недостатності, яка сталася в результаті отруєння алкоголем. Похований 21 лютого 2008 року на Старо-Східному кладовищі.

## Політичні погляди
Погляди Лєтова часто змінювалися, протягом життя він не підтримував однієї однозначної ідеології.
У часи СРСР протестував проти комунізму, за що переслідувався радянською владою, а у часи незалежної Росії протестував проти капіталізму.
Був період у 90-х, коли Єгор Лєтов займався політичною діяльністю. Разом із Едуардом Лімоновим та Олександром Дугіним був одним із засновників скандальновідомої російської неофашистської Націонал-більшовицької партії (НБП). Себе тоді визначав як представника російського фашизму або ж російського імперського націоналіста. Вважав, що Сполучені Штати Америки намагаються розвалити Росію. Підтримував Росію у її війні проти Чечні.
Стосовно України дотримувався російських імперських, шовіністичних та великодержавних поглядів. Під час своїх гастролів Україною в 2001 році в інтерв'ю місцевим українським ЗМІ назвав існування України і Росії, як окремих держав, і української мови «ідіотизмом». Стверджував, що Україна й Росія це «одна країна», так само начебто українська й російська мови — одна мова. Українців вважав росіянами. Вважав що на території СРСР утворилася нова «радянська нація».
Під час одного з інтерв'ю згадав про своє українське коріння. Вважав себе більше ніж на половину українцем. 
У лютому 2004 року Єгор Лєтов офіційно відхрестився від будь-яких, зокрема націоналістичних, політичних сил.
Незадовго до смерті у 2008 Єгора Лєтова запитали, в яку партію він вступив би. І Єгор відповів: «У ППР, Психоделічну Партію Росії», якщо б така була".

## Особисте життя
Єгор Лєтов в другій половині 1980-их років перебував у неформальному шлюбі з Янкою Дягілєвою — кохана, муза і колега Лєтова. Разом вони записали низку альбомів і зіграли чимало концертів-квартирників.
Після трагічної і загадкової смерті Янки неформальною дружиною музикантом стала подруга Дягілєвої Ганна Волкова, яка також брала участь у записі деяких альбомів його групи.
У 1997 році Лєтов одружився з Наталією Чумаковою, за сумісництвом бас-гітаристкою гурту.
Дітей у Єгора Лєтова не було.

## Роботи

### Сольні альбоми
- Русское поле экспериментов (акустика, Єгор Лєтов) — 12.1988
- Вершки и корешки, частина I (акустика, Єгор Лєтов) — 09.1989
- Вершки и корешки, частина II (акустика, Єгор Лєтов) — 09.1989
- Музыка весны (у 2 частинах) (акустика, Єгор Лєтов) — осінь 1989
- Воздушные рабочие войны (акустика, Єгор Лєтов) — 1992 Окрім авторських пісень, містить унікальний матеріал — народні і радянські пісні у виконанні Лєтова.
- Концерт в місті-героєві Ленінґраді (акустика, Єгор Лєтов) — 02.06.1994 (Виданий в 1996 «Manchester files»)
- Єгор Лєтов, концерт в рок-клубі «Поліґон» (СПб) — 1997
- Брати Лєтови (з Сергієм Лєтовим), Запис з концерту в «Проєкті О. Ґ. І.». Пісні Є. Лєтова, Комунізм, ДК. — 2002
- Єгор Лєтов, ГО, Найкраще (збірка концертних треків з Пітерських концертів в Полігоні), — 2003

### Бутлеги
- Песни В Пустоту (акустика з Е.Філатовим) — осінь 1986
- Єгор і Янка (квартирник у Харкові) — лютий 1989
- Праздник кончился (акустика в Києві) — вересень 1990
- Акустика в «Космонавтові» (С.-Петербург) — осінь 1995
- Акустика в Караганді — 1998

### Відео
- Концерт В Місті-Героєві Ленінграді (акустика, Єгор Летов) — 1994
- Єгор Летов, концерт в д/с «Крила Рад», Москва 16.05.97 + інтерв'ю — 1997

### Інші проєкти
- Посев
- «Западъ»
- «Пограничный отряд гражданской обороны»
- «Адольф Гитлер»
- «Враг Народа»
- «Великие Октябри»
- «Пік Клаксон»
- «Спинки мента»
- «Чёрный Лукич»
- «Анархия»
- «Армия Власова»
- «Цыганята и Я с Ильича»
- «Христосы на паперти»
- «Инструкция по выживанию»
- «Сатанізм»
- «Русский прорыв»
- «Егор и Опизденевшие»

## Вшанування
У 2018 році на честь музиканта названо вид жуків Augyles letovi.